# 奎斯特海峽
奎斯特海峽（英語：Quest Channel），是南極洲的海峽，位於阿德萊德島南端，處於希伯特岩和亨克斯群島之間，由英國南極名稱諮詢委員會命名，現時由南極條約體系管理。